# Otto Roehr

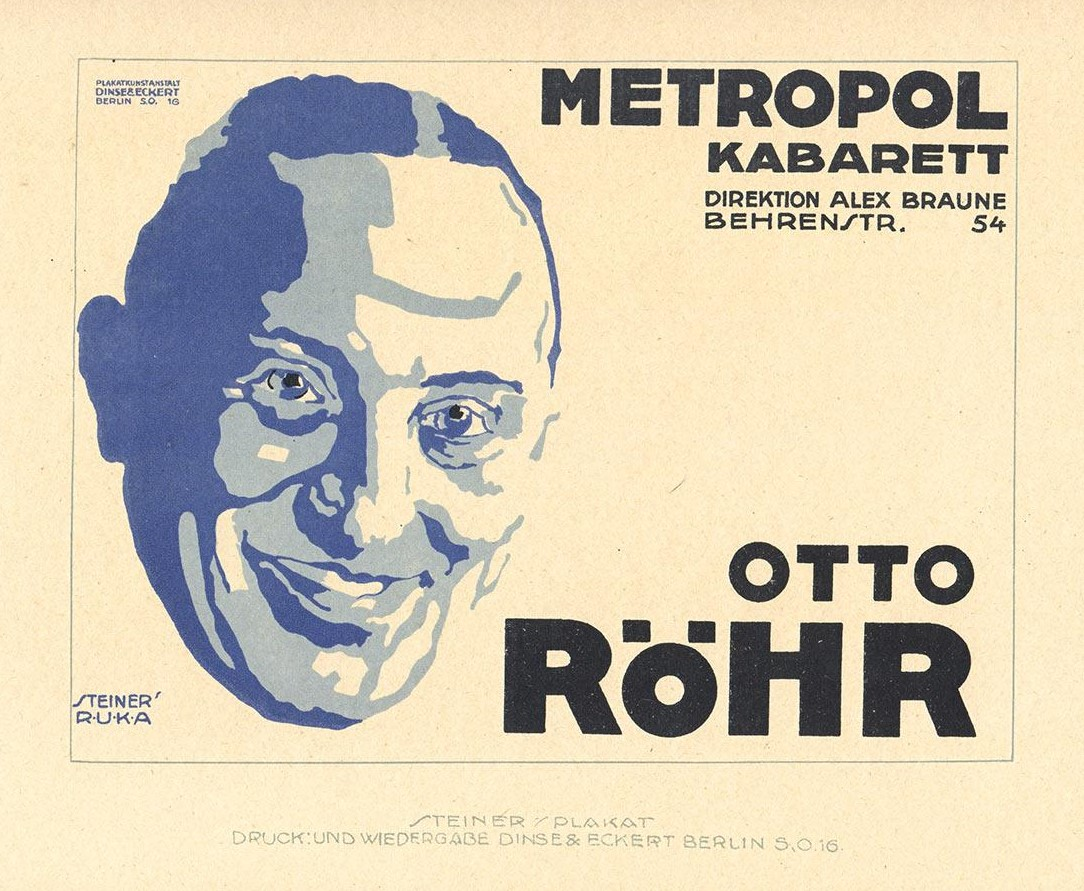
Otto Röhr im Metropol-Kabarett

Otto Roehr (auch Otto Röhr; 9. November 1880 in Berlin – nach 1919 in Düsseldorf) war ein deutscher Klavierhumorist.

## Leben
Roehr wurde am 9. November 1880 in Berlin geboren und zeichnete sich bald durch eine natürliche Begabung für Musik aus. Da er zudem auch über ein fröhliches Naturell verfügte, schlug er die Laufbahn des Klavierhumoristen ein, der den eigenen Vortrag selbst begleitet. Dabei orientierte er sich in seinem Vortragsstil am Varieté, vor allem aber an Ernst von Wolzogens „Überbrettl“.
Schon ab 1905 liegen von ihm Schallplattenaufnahmen vor, die in der Machart der Couplets mit ihren die Stropheninhalte pointiert zusammenfassenden Refrainzeilen auf Otto Reutter verweisen. Ebenso aber beeinflussten seinen Stil die humoristischen Lieder eines Oscar Straus und des Berliner Kabaretts.
Seine Original-Couplets wurden auch von anderen bekannten Kabarettisten wie dem Tenor Ludwig Arno gesungen.
Im Ersten Weltkrieg trat Roehr vor internierten Deutschen in der Schweiz auf. Als Grammophon-Künstler verfasste er zu dieser Zeit aber auch patriotischen Kriegshumor in „vaterländischen“ Potpourris. Zwischen 1916 und 1918 hielt sich der Künstler in Zürich und Bern auf, danach in Wien.
Plakate aus der Zeit um 1919 belegen Auftritte Roehrs im Berliner Metropol-Kabarett des Alex Braune in der Behrenstraße und im Kammer-Brettl im Admiralspalast unter der Direktion von Rudolf Nelson.
Wie Theaterzettel belegen, trat Otto Roehr zuletzt am Düsseldorfer Apollo-Theater auf. In Düsseldorf ist er auch gestorben.
Über weitere Engagements und Lebensdaten ist bisher nichts bekannt.

## Tondokumente (Auswahl)
- Gr 2-42 974 (mx. 1175) Wenn du denkst, daß du kannst
- Gr 2-42 975 (mx. 1176) Was ein echter Deutscher ist (Text Roehr, Musik Boehme)

- Gr 942.698, 942.699 (mx. 18 172 L, 18 173 L) Kriegs-Chronik 1914/15, 1. u. 2. Teil (Röhr)
- Gr 942.700 (mx. 18 137 L) Italien – schad't nichts, macht nichts (Text Martin Freudenberg, Musik Röhr) Vorgetragen von Otto Röhr, Klavier-Humorist
- Gr 942.701 (mx. 18 135 L) Der Hahn, der Hund und der Bär : Original-Couplet von Otto Röhr. Vorgetragen von Otto Röhr, Klavier-Humorist

- Gr 942.744 (mx. 18 138 L) Ratschläge für Heiratskandidaten[5]
- Gr 942.745 (mx. 18 139 L) Der Betrüger

- Gr 942.783 (mx. 18 679 L) Ja ja wenn die Liebe nicht wär
- Gr 942.784 (mx. 18 680 L) Käthchen mit dem Pompadour

- Gr 942.786 (mx. 18 682 L) Dann lebt sich’s herrlich auf der Welt (Röhr)

- Gr 13 474 (mx. 18 139 L) Der Betrüger (Röhr) [= Gr 942.745]
- Gr 13 564 (mx. 18 680 L) Käthchen mit dem Pompadur (Röhr) [= Gr 942.784]
- Gr 13 647 (mx. 18 136 L) „2 zu 15“ (Text von Antonie Gates. Musik von Otto Röhr) [= Gr 942.804][5]
- Gr 13 647 (mx. 18 681 L) Wir Männer haben es schlechter als die Frauen (Röhr)[= Gr 942.805]

## Hörbeispiele
- „2 zu 15“ (Text von Antonie Gates. Musik von Otto Röhr) Otto Röhr, Klavier-Humorist. Grammophon 13 647 / 942.804 (mx. 18 136 L) Otto Röhr, Klavier-Humorist, Berlin 1917/18, anzuhören bei YouTube
- „Ja ja, wenn die Liebe nicht wär’“ (Text u. Musik von Otto Röhr) Otto Röhr, Klavier-Humorist. Grammophon 13 564 / 942.243 (mx. 18 679 L), ca. 1919 (nimmt Bezug auf die Textzeile „Wenn die Liebe nicht wär’“ des seinerzeit sehr populären Walter-Bromme-Schlagers), anzuhören bei YouTube
- „Käthchen mit dem Pompadour“ (Text u. Musik von Otto Röhr) Otto Röhr, Klavier-Humorist. Grammophon 13 564 / 942.784 (mx. 18 680 L), ca. 1919, anzuhören bei YouTube

## Abbildungen
- Plakat für Ernst v.Wolzogen’s Buntes Theater (Ueberbrettl)
- Metropol-Kabarett: Otto Röhr 3-farbiger Original-Werbe-Plakat-Entwurf von Jo (Josef / Joseph) Steiner (1919); Format: 15,0 × 20,2 cm; Karton: 20,4 × 27,7 cm. 3-farbige Original-Lithografie. Auf Karton kaschiert. - Plakat-Text: „Metropol-Kabarett. Direktion Alex Braune, Behrenstrasse 54. Otto Röhr.“ (Bildnummer AKG82314, aufger. 10. Januar 2017)
- Plakat “Kammer-Brettl im Admirals-Palast / Otto Röhr”. Berlin, 1919. Entwurf: Jo Steiner. Druck: Dinse & Eckert, Berlin. Bildnummer AKG82939.
- Grammophon-label 13 564 / 942.784 Käthchen mit dem Pompadour (aufgerufen am 25. November 2014)

## Einzelbelege
1. ↑  z. B. Wie kann der Mensch blos so meschugge sein (Text: Gates, Gr 42 217, mx. 582 d, 1905)
2. ↑  Zwei zu fünfzehn. Original-Couplet (Antonie Gates / Otto Roehr) Ludwig Arno, Tenor. Beka Grand No.12 358, aufgen. Febr. 1909
3. ↑  Berthold Leimbach: Tondokumente der Kleinkunst und ihrer Interpreten 1898–1945. Göttingen, Eigenverlag, 1991.
4. ↑  Apollo-Theater Düsseldorf → XII. Variété-Saison 1910/11 auf uni-duesseldorf.de, abgerufen am 23. Mai 2017.
5. 1 2  Alan Kelly: Katalog der Gesangs-Aufnahmen der Deutschen Grammophon Berlin-Hannover von 1898–1925 (The Gramophone Co. Ltd.), photomechan. Nachdruck Hansfried Sieben, Düsseldorf o. J., S. 347 f.

| Personendaten    | Personendaten                                   |
| ---------------- | ----------------------------------------------- |
| NAME             | Roehr, Otto                                     |
| ALTERNATIVNAMEN  | Röhr, Otto                                      |
| KURZBESCHREIBUNG | deutscher Klavier-Humorist und Vortragskünstler |
| GEBURTSDATUM     | 9. November 1880                                |
| GEBURTSORT       | Berlin                                          |
| STERBEDATUM      | nach 1919                                       |
| STERBEORT        | Düsseldorf                                      |